# 安世鴻
安 世鴻（あん せほん、1971年 - ）とは、日本で活動する韓国国籍の写真家。在日韓国人、名古屋在住。韓国江原道生まれ、ソウル育ち。これまでに朝鮮半島の伝統文化、日本軍慰安婦、障碍者などといった社会的マイノリティ層をテーマとした写真を発表してきている。日韓においてしばしば慰安婦を題材とした写真展や講演会を実施してきている。

## 著書
- 重重: 中国に残された朝鮮人日本軍「慰安婦」の物語 ISBN 978-4272520879